# Cacosternum boettgeri
Cacosternum boettgeri Boulenger, 1882 è un anfibio anuro  della famiglia Pyxicephalidae.
L'epiteto specifico è un omaggio allo zoologo tedesco Oskar Boettger (1844 – 1910).

## Distribuzione e habitat
L'areale di questa specie si estende in gran parte dell'Africa australe (Namibia, Sudafrica, Mozambico, Zimbabwe e Zambia). Dubbia la sua presenza in Africa orientale: popolazioni del Kenya e della Tanzania, in passato attribuite a questa specie, sono attualmente attribuite a Cacosternum plimptoni e analoga sorte potrebbe toccare alle popolazioni dell'Etiopia, che in attesa di approfondimenti vengono attribuite a questa specie.